# أندرياس جورسكي
أندرياس جورسكي (بالألمانية: Andreas Gursky)‏ Andreas Gursky (ولد 15 يناير 1955) هو مصور ألماني، أشتهر بتصوير العمارة و الطبيعة
ولد جورسكي في مدينة لايبزغ، لأب كان يعمل مصورا للإعلانات التجارية. وبين عامي 1978 و1981 درس الاتصالات البصرية في جامعة أسن. ثم لدى بيرند بيشر، الأستاذ في أكاديمية الفنون في دوسلدورف، الذي كان حينها قد طور، مع زوجته هيلا، اتجاها خاصا في التصوير. و غورسكي هو واحد من أوائل تلاميذ بيرند بيشر، الذين أصبحوا في تسعينات القرن الماضي مشهورين عالميا 

## وصلات خارجية
- أندرياس جورسكي على موقع IMDb (الإنجليزية)
- أندرياس جورسكي على موقع الموسوعة البريطانية (الإنجليزية)
- أندرياس جورسكي على موقع مونزينجر (الألمانية)
- أندرياس جورسكي على موقع إن إن دي بي (الإنجليزية)
- أندرياس جورسكي على موقع ديسكوغز (الإنجليزية)
- أندرياس جورسكي على موقع قاعدة بيانات الفيلم (الإنجليزية)

1. ↑  RKDartists (بالهولندية), QID:Q17299517
2. ↑  Andreas Gursky (بالإنجليزية). Oxford University Press. 2006. ISBN:978-0-19-977378-7. OCLC:662407525. OL:33251159M. QID:Q24255573.
3. ↑  Encyclopædia Britannica | Andreas Gursky (بالإنجليزية), QID:Q5375741
4. ↑  أرشيف الفنون الجميلة | Andreas Gursky، QID:Q10855166
5. ↑  Discogs | Andreas Gursky (بالإنجليزية), QID:Q504063
6. ↑  Brockhaus Enzyklopädie | Andreas Gursky (بالألمانية), OL:19088695W, QID:Q237227
7. ↑  Jean-Pierre Delarge (2001). Le Delarge | Andreas GURSKY (بالفرنسية). Paris: Gründ, Jean-Pierre Delarge. ISBN:978-2-7000-3055-6. LCCN:2001377249. OCLC:301671921. OL:12518095M. QID:Q20056651.
8. ↑  "أغلى الصور الفوتوغرافية في العالم للفنان أندرياس غورسكي، دويتشة فيله". مؤرشف من الأصل في 2015-05-12. اطلع عليه بتاريخ 2015-03-12.